# Thelma Ritter
Thelma Ritter (n. 14 februarie 1902 – d. 5 februarie 1969) a fost o actriță americană de film.